# Джв
Джв, джв – trójznak cyrylicy, używany od 1938 r. w języku abazyńskim. Wykorzystywany jest do oznaczania dźwięku [ʤʷ]. Jego odpowiednikiem w alfabecie łacińskim, wykorzystywanym w latach 1932–1938, była litera Z̦.

## Przykład użycia
| Język     | Przykład    | Tłumaczenie |       |
| --------- | ----------- | ----------- | ----- |
| abazyński | джвы́лкъьара | wybiegać    | [ 5 ] |

## Kodowanie
| Forma     | Wygląd | Części składowe | Części składowe | Części składowe |
| --------- | ------ | --------------- | --------------- | --------------- |
| majuskuła | Джв    | U+0414 Д        | U+0436 ж        | U+0432 в        |
| minuskuła | джв    | U+0434 д        | U+0436 ж        | U+0432 в        |